# Karol Mikoszewski
Karol Mikoszewski (ur. 18 stycznia 1832 w Warszawie, zm. 3 października 1886 w Budapeszcie) – ksiądz, członek Tymczasowego Rządu Narodowego w powstaniu styczniowym w styczniu i lutym 1863, członek Komitetu Centralnego Narodowego, redaktor tajnego pisma Głos Kapelana Polskiego.

## Życiorys
Był synem Kazimierza Mikoszewskiego, kapitana wojsk polskich i uczestnika powstania listopadowego. Wychowywany został przez babkę Dorotę Mikoszewską. Po zakończeniu edukacji w Akademii Duchownej w Warszawie, w 1855 został wyświecony na księdza przez biskupa Antoniego Fijałkowskiego. Mianowany został wikariuszem parafii św. Aleksandra w Warszawie. W czasie powstania styczniowego był członkiem rządu powstańczego który uznał dyktaturę Mariana Langiewicza. Mikoszewski był jednak przeciwny temu. Pod koniec grudnia 1863 zaopatrzony w fałszywy paszport i pieniądze przekroczył granicę rosyjsko-austriacką i trafił do Krakowa. Ponieważ jednak władze rosyjskie żądały jego wydalenia, potajemnie wyjechał do Wiednia. Tam, po otrzymaniu paszportu Państwa Kościelnego wyjechał do Paryża. Z Francji do Brazylii trafił przez Hiszpanię i Portugalię. Dalsza trasa podróży prowadziła przez Argentynę, Urugwaj i Chile. W Santiago spotkał się z Ignacym Domeyką. Po spotkaniu z prezydentem Peru, który przekazał mu ofiarę pieniężną, Mikoszewski poprzez USA i Anglię wrócił do Francji. Tu został aresztowany za nielegalne przekroczenie granicy i trafił do więzienia na sześć dni. Przebywając w Genewie udzielał dzieciom emigrantów lekcji języka polskiego, łaciny i religii. Wygłaszał także odczyty dotyczące powstania styczniowego. Zbliżył się do Ligi Pokoju i Wolności działającej od 1867 pod patronatem Wiktora Hugo i Giuseppe Garibaldiego. Tu napisał referat Reforma Kościoła jako źródło pokoju świata, który został jednak opublikowany dopiero 1870. W 1873 za pośrednictwem ambasady złożył prośbę do cara, wnosząc o zgodę na powrót do kraju.Na granicy został jednak zatrzymany i po pobycie w X Pawilonie Cytadeli Warszawskiej, skierowany w głąb Rosji. Z zesłania zwolniono go w 1885 pod warunkiem, że nie powróci do Warszawy i nie opuści granic Cesarstwa Rosyjskiego. Po zapewnieniu, został zwolniony i wyjechał do Krakowa. Tu jednak, zaczęły się nim  interesować władze austriackie. Wyjechał więc do Budapesztu, gdzie zmarł.

## Dzieła
Kazania o pijaństwie/ przez księdza Karola Mikoszewskiego. - Warszawa, 1862.
Odpowiedź x. Karola Mikoszewskiego na artykuły umieszczone w Głosie Wolnym i w Niepodległości. - Paryż, 1868.